# NHL Hockey
NHL Hockey, utanför Nordamerika kallat EA Hockey, är ett ishockeyspel från EA Sports, utgivet 1991 till Sega Mega Drive, och det första spelet i NHL-serien.
Landslagen i spelet i den europeiska versionen (istället för NHL-lag) är Sovjetunionen, Spanien, Sverige, Schweiz, Storbritannien, USA, Jugoslavien, Belgien, Kanada, Tjeckoslovakien, Danmark, Finland, Frankrike, Tyskland, Ungern, Island, Italien, Luxemburg, Nederländerna, Norge, Polen och Portugal. En senare upplaga av spelet tar hänsyn till riktiga världshändelser, som Sovjetunionens upplösning, med uppdaterade landslag. 

## Mottagande
Mega rankade spelet som tidernas näst bästa Sega Mega Drive-spel.

### Fotnoter
1. ↑  ”POPKORN.nu - Framgrävt ur spelkistan #52: EA Hockey”. popkorn.nu. http://popkorn.nu/spelarkiv/spelkistan_052.html. Läst 2 april 2021.
2. ↑  Mega magazine issue 1, sida 76, Future Publishing, oktober 1992